# Pai Penela
Pai Penela is een plaats (freguesia) in de Portugese gemeente Mêda en telt 95 inwoners (2001).